# Kotka
Kotka je město ve finské provincii Kymenlaakso. Leží na pobřeží Finského zálivu. Kotka je významné přístavní a průmyslové město. Ve městě žije 54 802 obyvatel. Sousedními obcemi jsou Hamina, Kouvola a Pyhtää.

## Partnerská města
- Landskrona, Švédsko
- Glostrup, Dánsko
- Fredrikstad, Norsko
- Tallinn, Estonsko
- Greifswald, Německo
- Lübeck, Německo
- Gdyně, Polsko
- Kronštadt, Rusko
- Klaipėda, Litva
- Tchaj-čou, Čína